# St. Hubertus (Kirchhoven)
Koordinaten: 51° 4′ 26″ N, 6° 4′ 25″ O
Die katholische Pfarrkirche St. Hubertus ist ein denkmalgeschütztes Kirchengebäude in Kirchhoven, einem Ortsteil der Kreisstadt Heinsberg in Nordrhein-Westfalen.

## Geschichte und Architektur
Die dreischiffige Backsteinhalle wurde von 1846 bis 1848 von J. P. Cremer (1785–1863) errichtet. Die Apsis schließt innen halbrund und außen polygonal. Der eingestellte Westturm von vier Geschossen ist mit einer achtseitigen Schieferhaube bekrönt. Die Außenwände sind durch rundbogige Fenster in gestuften Gewänden und mit Rundbogenfries unterhalb der Traufe gegliedert. Im Innenraum ruhen Kreuzrippengewölbe und Scheidbögen über Rechteckpfeilern.

## Ausstattung
- Im Chor findet sich der Rest eines steinernen spätgotischen Sakramentshauses.
- Die maasländische Kreuzigungsgruppe aus Holz ist aus der Zeit um 1520. Die Assistenzfiguren stehen dem Meister der Heinsberger Kreuztragung nahe.[2]
- Im Glockenturm befinden sich vier Glocken aus den Jahren 1638 und 1961.[3]
- Buntverglasung[4]

### Neugotische Ausstattung
- Der nördliche Seitenaltar mit einer Darstellung der Marienkrönung ist im Stil niederrheinischer Schnitzaltäre gehalten.
- Die farblich gefassten Pfeilerfiguren aus Holz sind lebensgroß
- Zwei Beichtstühle
- Eine Pietà
- Die Orgelempore

## Glocken
| Name      | Schlagton | Gießer                   | Gussjahr |  |
| --------- | --------- | ------------------------ | -------- |  |
| 1. Glocke | dis¹      | Fa. Monasterium, Münster | 1961     |  |
| 2. Glocke | fis¹      | Fa. Monasterium, Münster | 1961     |  |
| 3. Glocke | gis¹      | Claudius Limeral         | 1638     |  |
| 4. Glocke | ais¹      | Fa. Monasterium, Münster | 1961     |  |

Motiv: "O Heiland, reiß die Himmel auf"

## Galerie

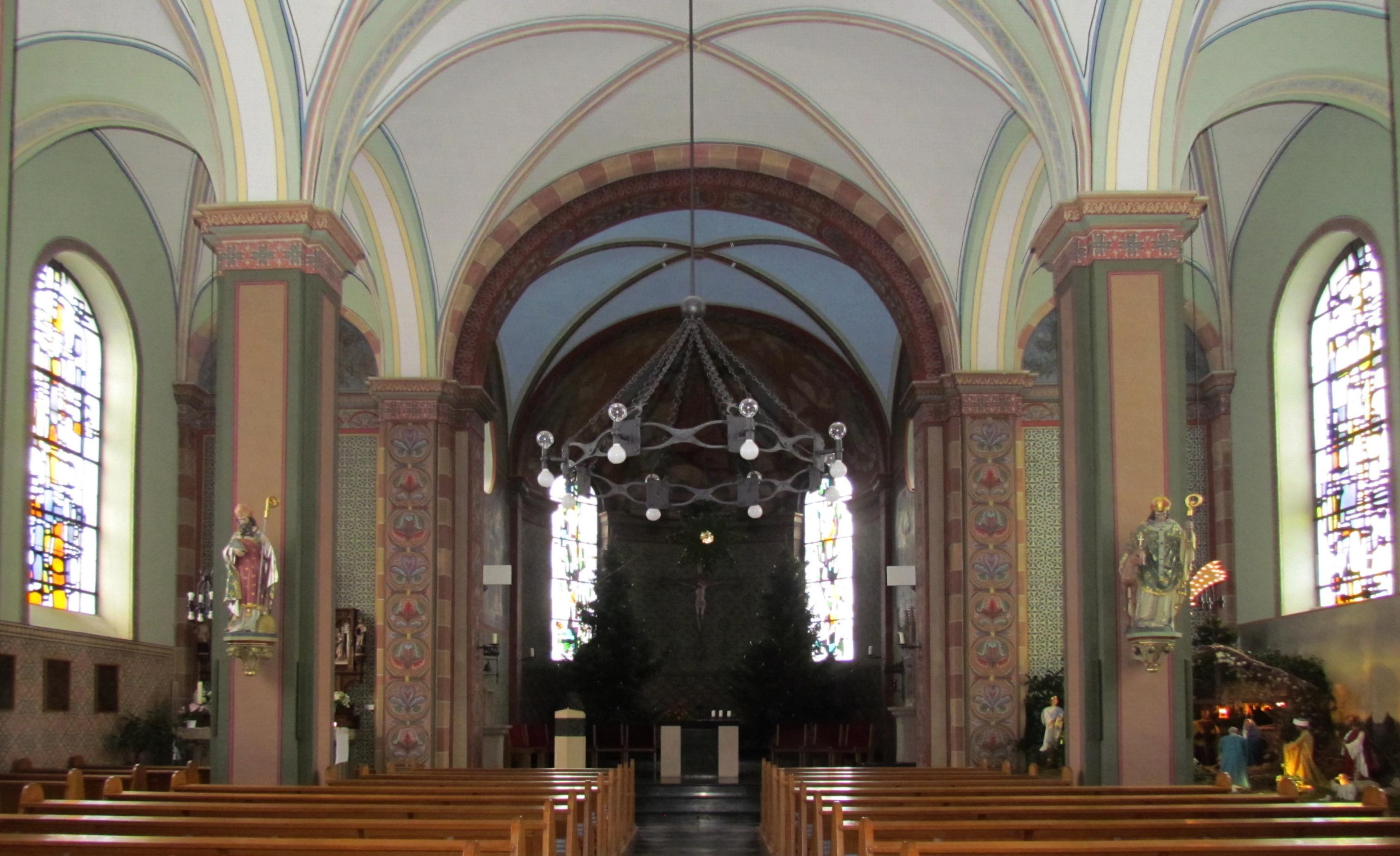
Kirchenraum
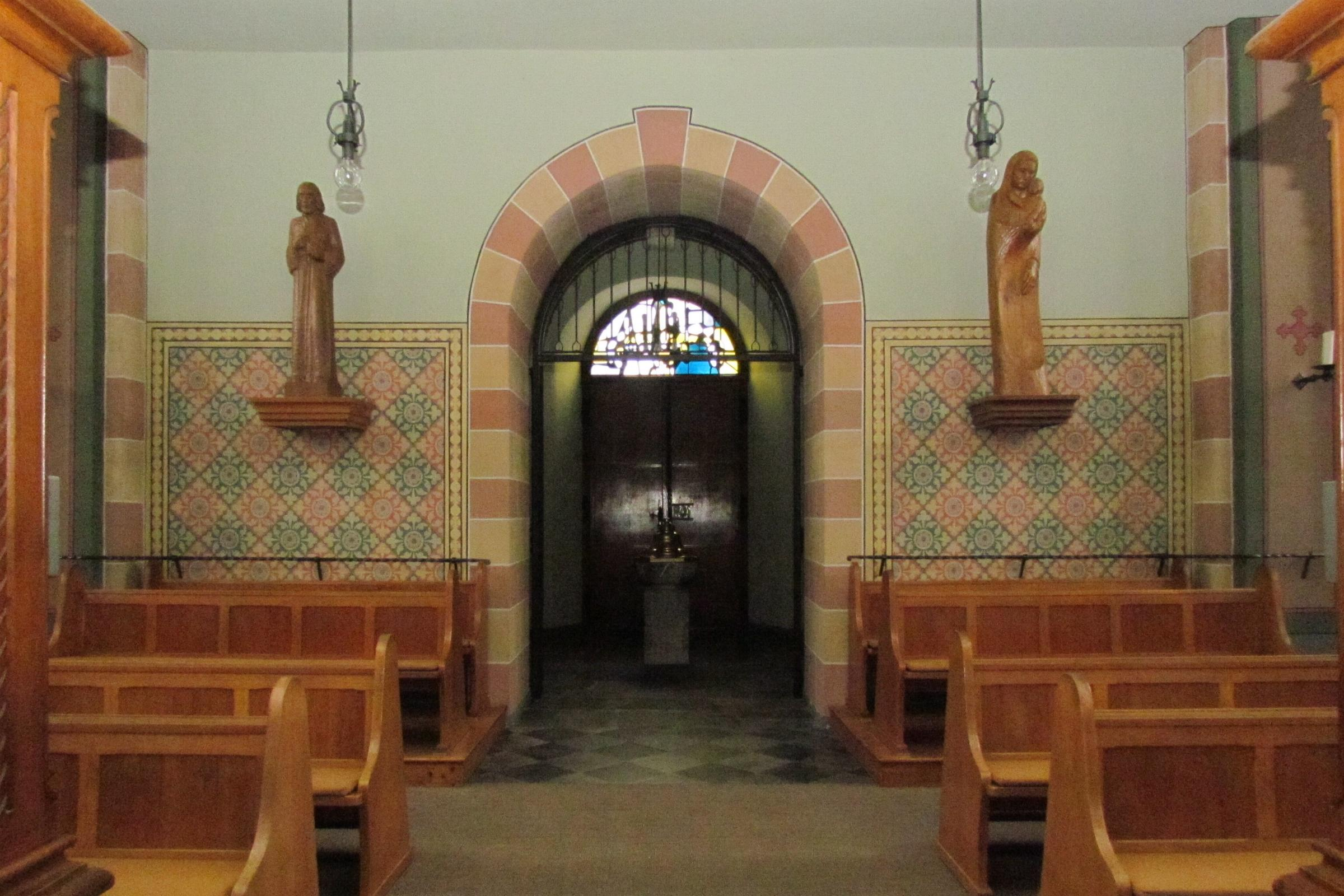
Kircheneingang
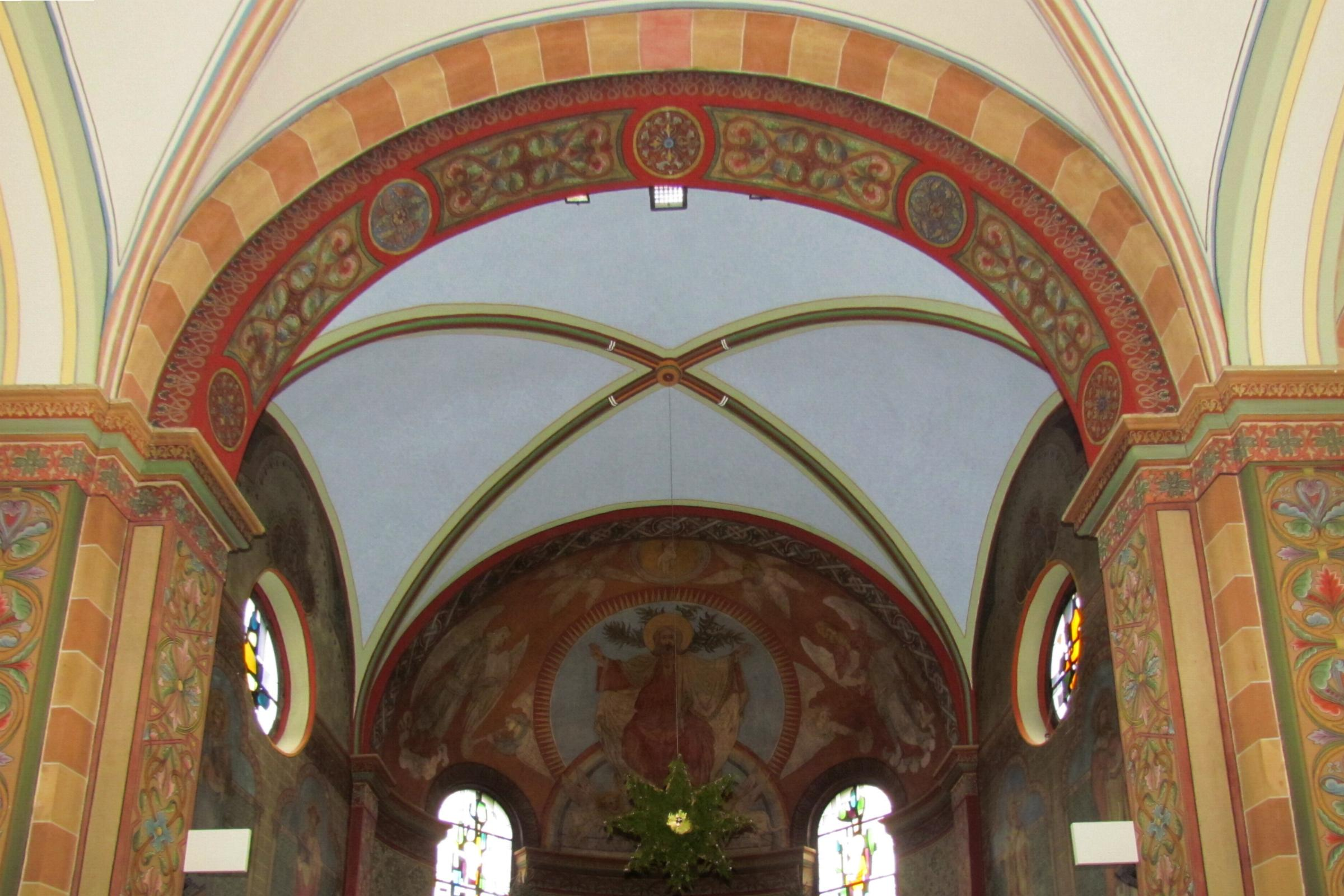
Triumphbogen
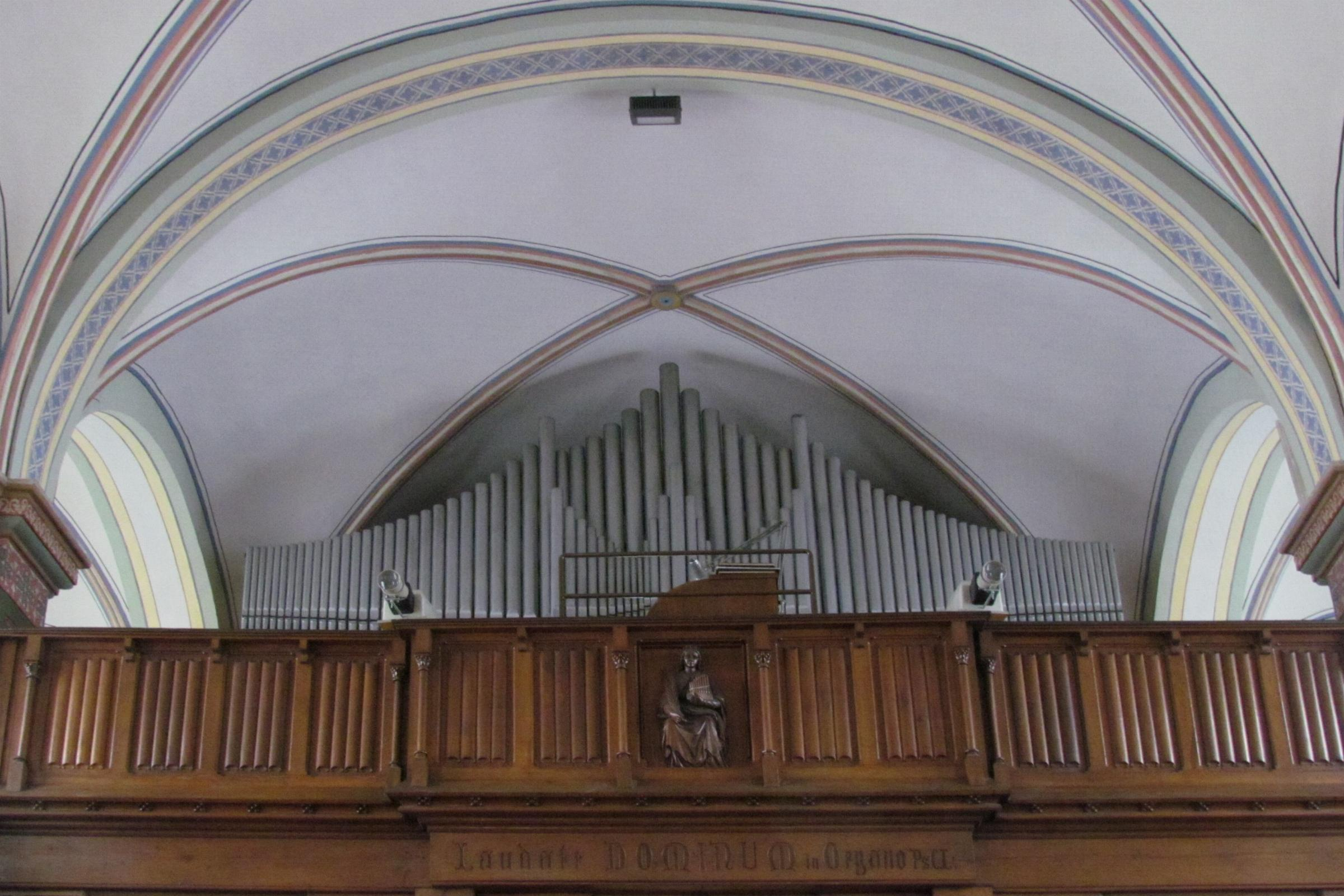
Orgel und Empore
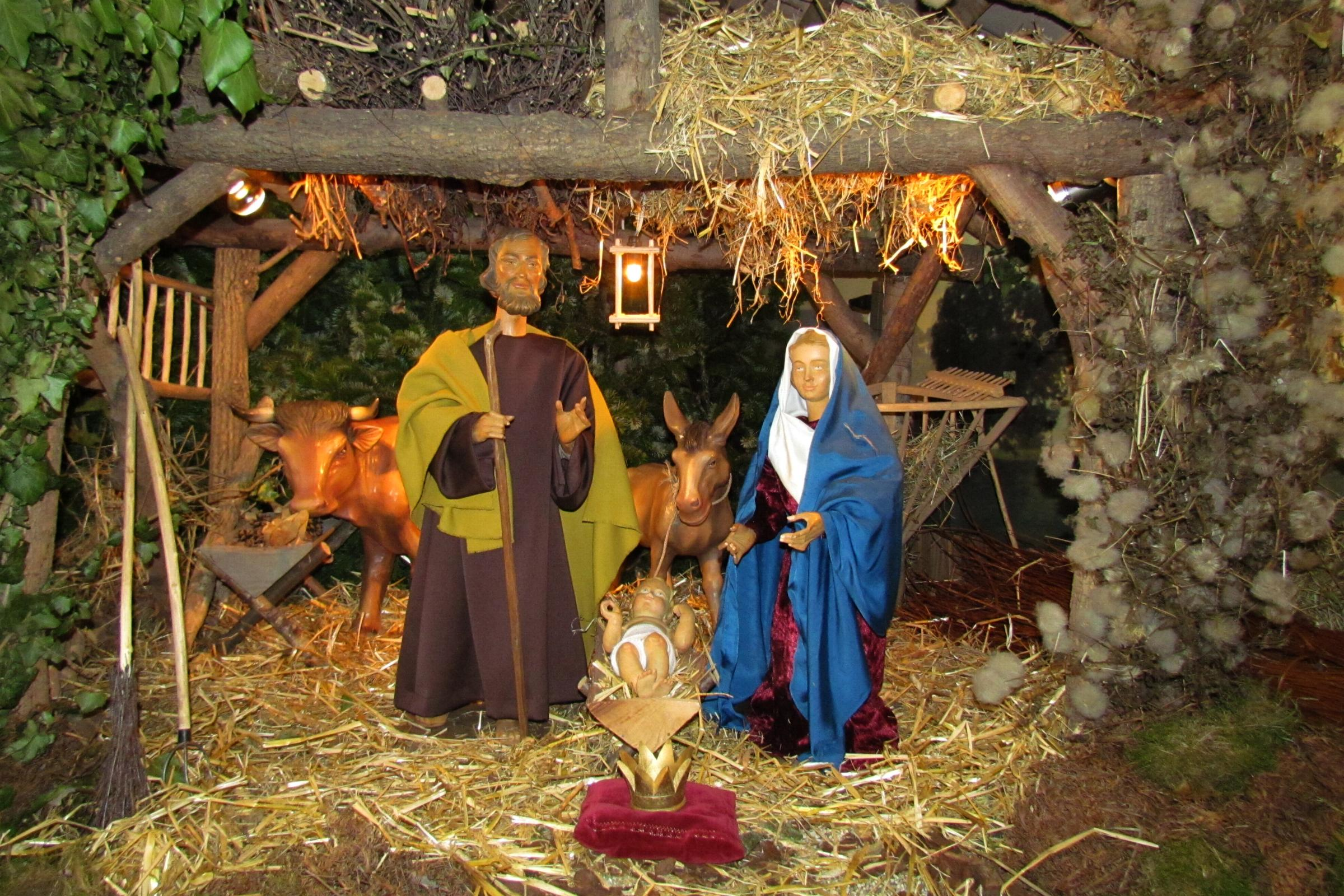
Krippe
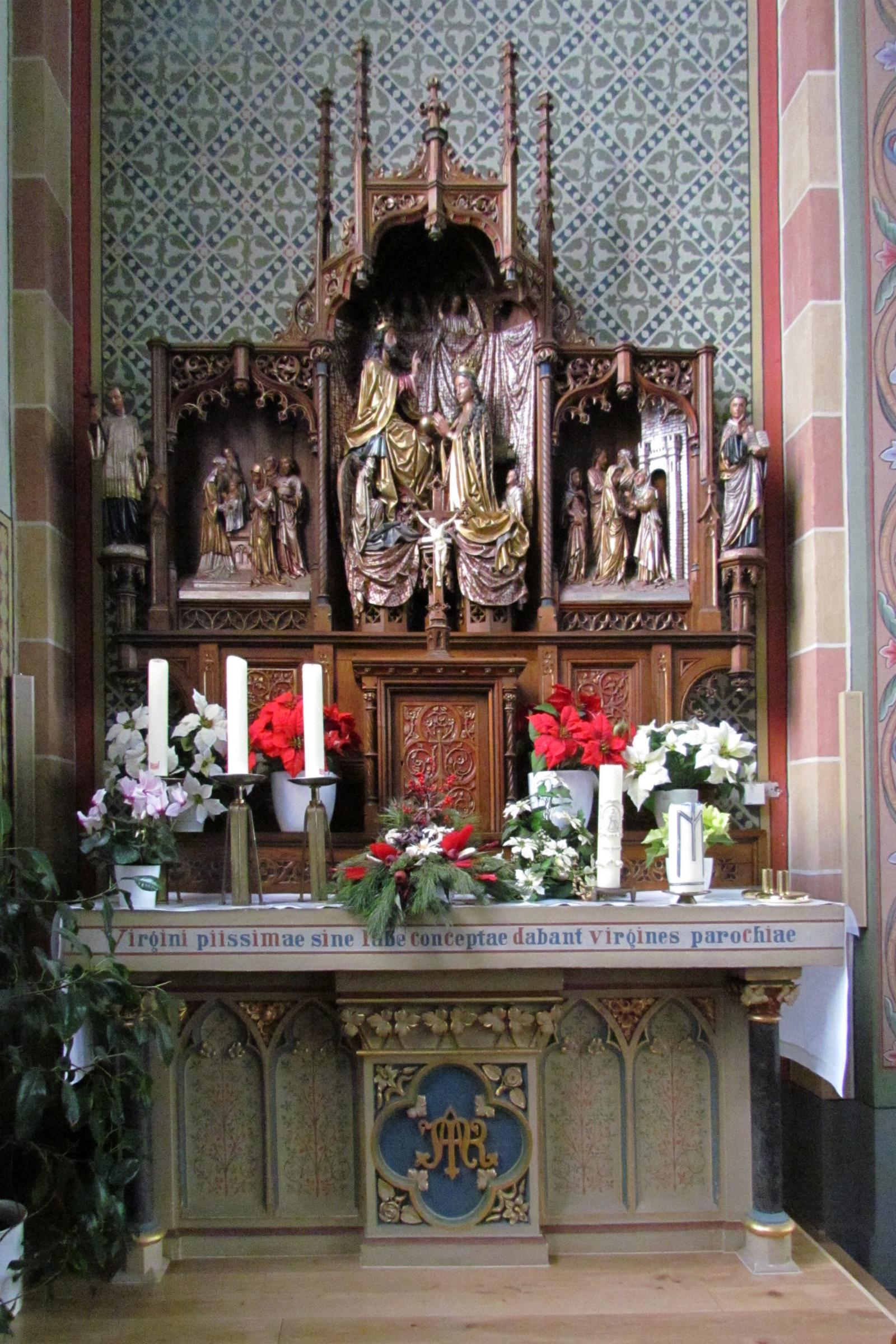
Seitenaltar
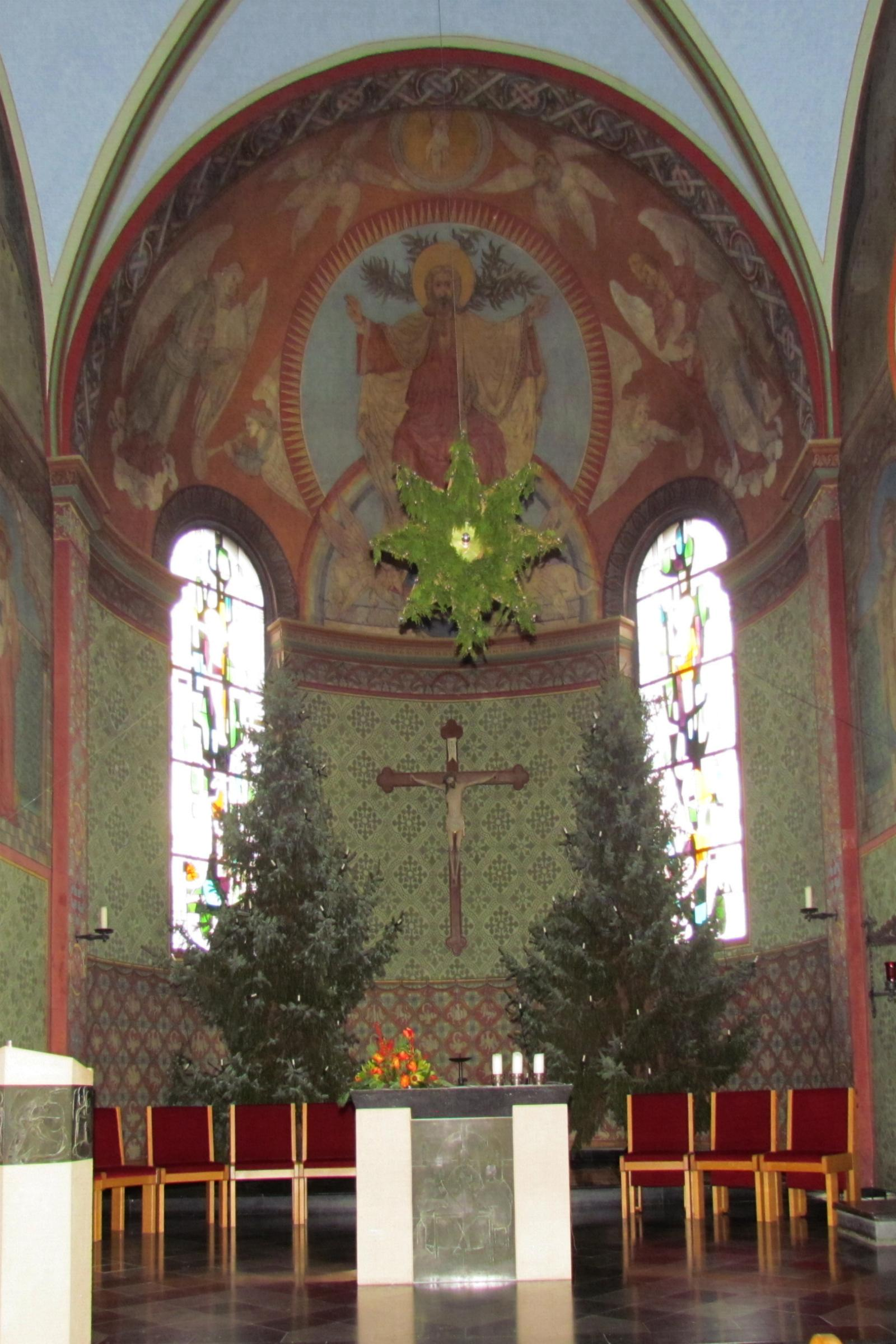
Altarraum
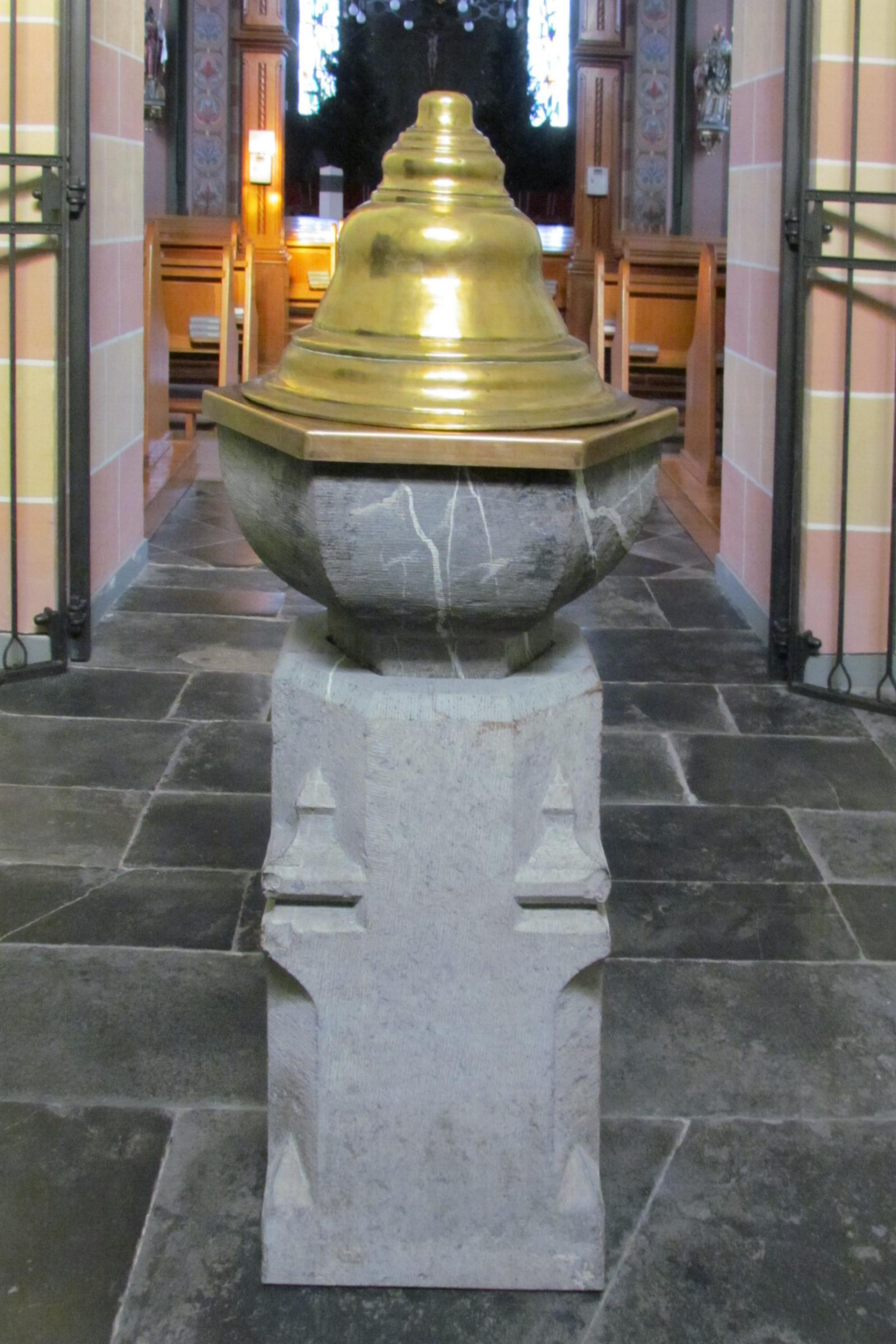
Taufstein